# Tieguanyin

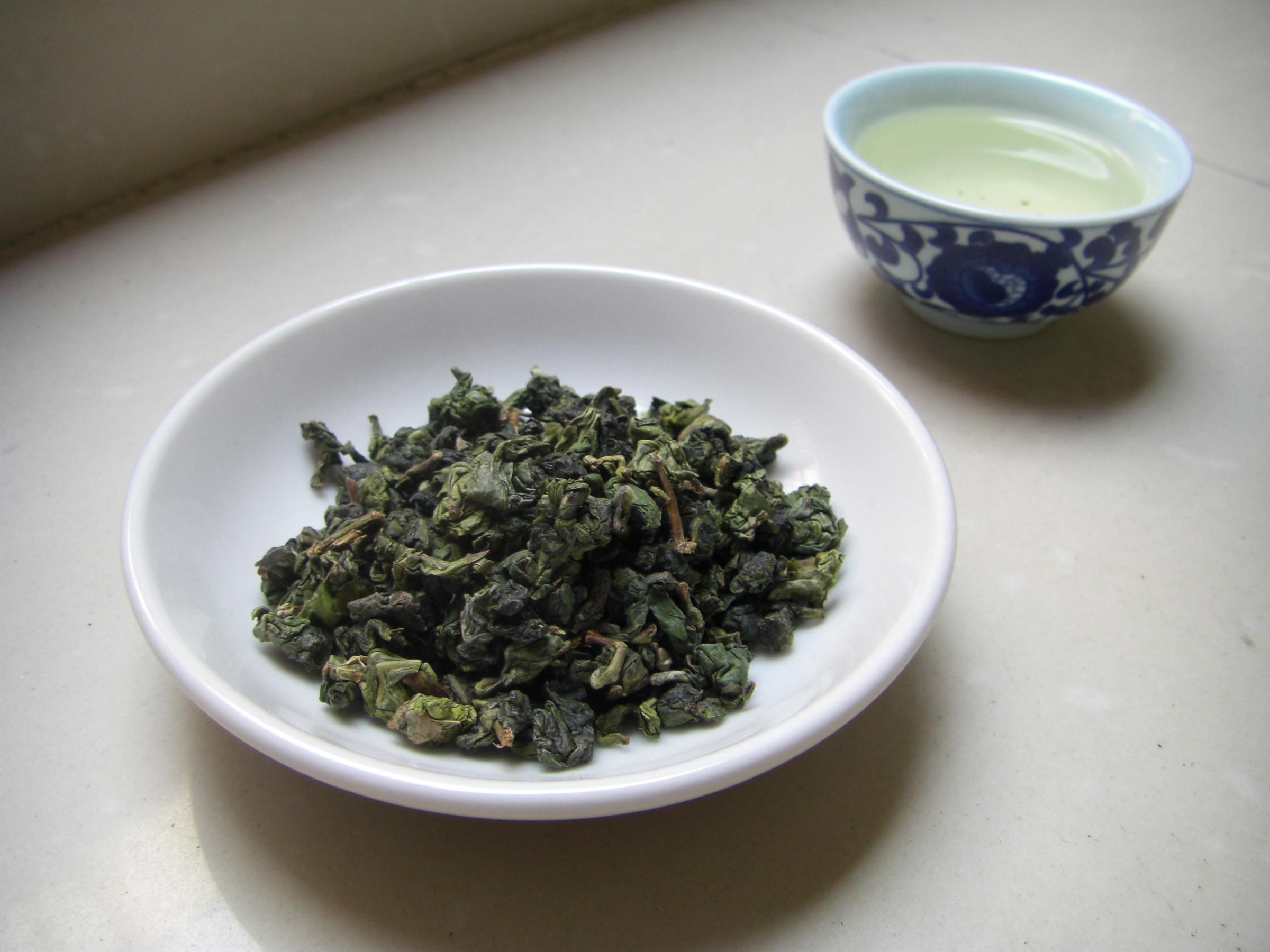
Erva do chá Tie Guan Yin

Tieguanyin ou Tikuanyin (original em chinês: 铁观音) é um tipo de chá Oolong produzido na província de Fujian, na China. Também produzido regiões de Taiwan, o chá possui um sabor próximo do chá verde, com um pouco mais de fermentação. Pouco consumido no Brasil, o chá também tem outras 8 variedades.